# Guilhem Molinier
Pour les articles homonymes, voir Molinier.
Guilhem Molinier était un avocat et poète occitan du XIVe siècle, connu en sa qualité d'auteur des Leys d'Amors.

## Biographie
Guilhem Molinier exerce en tant qu'avocat dans la ville de Toulouse, dans laquelle il écrit, entre 1328 et 1337, les Leys d'Amors, grammaire prescriptive de versification et de rhétorique réalisée à la suite d'une commande des dirigeants du Consistoire des Sept Troubadours de Toulouse. Ce texte était destiné au jury du Consistoire, devant se prononcer pour donner des prix de littérature poétique. En recueil de formes, de genres et de sous-genres définissant la poésie des troubadours, il sera le manuel incontournable de tous les poètes en herbe. Il semblerait que Guilhem Molinier n'en soit pas le seul rédacteur, mais ait reçu l'aide de certains auteurs comme Marc Bartolomieu. Les Leys parviendront à une grande notoriété, et vont influencer les poètes écrivant tout autant en catalan qu'en galicien ou en italien, pour lesquels ils serviront de référence.